# Searchlight Pictures
Pour les articles homonymes, voir Searchlight et FSP.
Searchlight Pictures (anciennement Fox Searchlight Pictures avant l'acquisition de 21st Century Fox par Disney) est une société de production de cinéma américaine. C'est une filiale de 20th Century Studios.

## Historique

Ancien logo avant 2020

Fox Searchlight Pictures a été créé en 1994 comme filiale de 20th Century Fox pour produire des films d'auteur et importer aux États-Unis des films étrangers.
Fox Searchlight Pictures a contribué à lancer la carrière de réalisateurs tels que Edward Burns (les Frères McMullen), Tamara Jenkins (Les Taudis de Beverly Hills), Kimberly Peirce (Boys Don't Cry), Bob Dolman (Sex fans des sixties), Mark Romanek (Photo Obsession), Jonathan Glazer (Sexy Beast), Marc Webb ((500) jours ensemble), Miguel Arteta (Star Maps, The Good Girl) ou Julie Taymor (Titus).
Les plus grands succès commerciaux de Fox Searchlight aux États-Unis sont notamment Juno, Slumdog Millionaire, Sideways et Little Miss Sunshine.

### Rachat par Disney
Le 14 décembre 2017,  Disney annonce l'achat d'une partie de la société 21st Century Fox dont Fox Searchlight Pictures. L'achat est finalisé en mars 2019.
Le 17 janvier 2020, Disney officialise le retrait du terme Fox dans les  noms de ses labels cinématographiques Fox Searchlight Pictures et 20th Century Fox pour éviter les confusions avec Fox Broadcasting Company, Twentieth Century Fox Animation est rebaptisé 20th Century Animation,.
Le premier film sorti sous la bannière Searchlight Pictures est Downhill de Nat Faxon et Jim Rash, sorti en 2020.

## Filmographie partielle

### Fox Searchlight Pictures
- 1995 : Les Frères McMullen (The Brothers McMullen) de Edward Burns
- 1996 : Girl 6 de Spike Lee
- 1997 :
  - The Full Monty - Le Grand Jeu (The Full Monty) de Peter Cattaneo
  - Les Taudis de Beverly Hills (Slums of Beverly Hills) de Tamara Jenkins
- 1999 : Boys Don't Cry de Kimberly Peirce
- 2001 : Super Troopers de Jay Chandrasekhar
- 2002 :
  - The Good Girl de Miguel Arteta
  - Photo Obsession (One Hour Photo) de Mark Romanek
  - Antwone Fisher de Denzel Washington
  - L'Auberge espagnole de Cédric Klapisch
- 2003 : 28 Jours plus tard (28 Days Later) de Danny Boyle
- 2004 : Melinda et Melinda (Melinda and Melinda) de Woody Allen
- 2006 : Little Miss Sunshine de Jonathan Dayton et Valerie Faris
- 2007 :
  - Sunshine de Danny Boyle
  - À bord du Darjeeling Limited (The Darjeeling Limited) de Wes Anderson
  - Juno de Jason Reitman
- 2008 : Slumdog Millionaire de Danny Boyle
- 2009 :
  - Notorious BIG (Notorious) de George Tillman Jr.
  - Vacances à la Grecque (My Life in Ruins) de Donald Petrie
  - Miss March de Zach Cregger et Trevor Moore
  - (500) jours ensemble ((500) Days of Summer) de Marc Webb
  - Fantastic Mr. Fox (avec 20th Century Fox) de Wes Anderson
  - Bliss (Whip It !) de Drew Barrymore
- 2010 :
  - 127 heures (127 Hours) de Danny Boyle
  - My Name Is Khan de Karan Johar
- 2011 : Black Swan de Darren Aronofsky
- 2012 : Le Jour où je l'ai rencontrée (The Art of Getting By) de Gavin Wiesen
- 2013 : Hitchcock de Sacha Gervasi
  - Trance de Danny Boyle
- 2014 : Twelve Years a Slave de Steve McQueen
  - The Grand Budapest Hotel de Wes Anderson
  - I Origins de Mike Cahill
- 2015 : Birdman (ou la Surprenante Vertu de l'ignorance) (Birdman (or the Unexpected Virtue of Ignorance)) de Alejandro González Iñárritu
- 2015 : This Is Not a Love Story (Me and Earl and the Dying Girl) de Alfonso Gomez-Rejon
- 2016 : Demolition de Jean-Marc Vallée
- 2016 : An American Holiday de Michael Stribling
- 2017 : The Birth of a Nation de Nate Parker
- 2017 : Mary (Gifted) de Marc Webb
- 2017 : Battle of the Sexes de Jonathan Dayton et Valerie Faris
- 2017 : Goodbye Christopher Robin de Simon Curtis
- 2017 : La Forme de l'eau (The Shape of Water) de Guillermo del Toro
- 2018 : L'Île aux chiens (Isle of Dogs) de Wes Anderson
- 2018 : Super Troopers 2 de Jay Chandrasekhar
- 2018 : The Old Man and the Gun de David Lowery
- 2019 : Wedding Nightmare (Ready or Not) de Tyler Gillett et Matt Bettinelli-Olpin
- 2019 : Lucy in the Sky de Noah Hawley
- 2019 : Jojo Rabbit de Taika Waititi
- 2019 : Une vie cachée (A Hidden Life) de Terrence Malick

### Searchlight Pictures
- 2020 : Downhill de Nat Faxon et Jim Rash
- 2020 : Wendy de Benh Zeitlin
- 2020 : The Personal History of David Copperfield d'Armando Iannucci
- 2020 : Nomadland de Chloé Zhao
- 2020 : La Proie d'une ombre (The Night House) de David Bruckner
- 2021 : Summer of Soul (documentaire) de Questlove
- 2021 : The French Dispatch de Wes Anderson
- 2021 : Dans les yeux de Tammy Faye (The Eyes of Tammy Faye) de Michael Showalter
- 2021 : Affamés (Antlers) de Scott Cooper
- 2021 : Nightmare Alley de Guillermo del Toro
- 2022 : Coup de théâtre (See How They Run) de Tom George
- 2022 : Les Banshees d'Inisherin (The Banshees of Inisherin) de Martin McDonagh
- 2022 : Empire of Light de Sam Mendes
- 2022 : Le Menu de Mark Mylod
- 2023 : Flamin' Hot d'Eva Longoria
- 2023 : Une équipe de rêve (Next Goal Wins) de Taika Waititi
- 2023 : In the Blink of an Eye d'Andrew Stanton
- 2024 : Kinds of Kindness de Yórgos Lánthimos
- 2024 : Un parfait inconnu (A Complete Unknown) de James Mangold
- 2025 : Is This Thing On? de Bradley Cooper
- prévu en 2025 : The Roses de Jay Roach
- prévu en 2026 : Ready or Not 2: Here I Come de Tyler Gillett et Matt Bettinelli-Olpin